# BürgerBündnis freier Wähler
Das BürgerBündnis freier Wähler e. V. ist eine freie und parteiunabhängige, 1993 gegründete Wählergemeinschaft im Bundesland Brandenburg. Es ist seit der Kommunalwahl 2008 in der Stadtverordnetenversammlung der Landeshauptstadt Potsdam und war bis 2019 mit einem Abgeordneten im Kreistag des Landkreises Oberhavel vertreten. Die Wurzeln des BürgerBündnisses liegen in der oppositionellen Bürgerbewegung der DDR, wobei die vollständige Bezeichnung „BürgerBündnis freier Wähler“ bewusst eine Brücke in die Tradition freier Wählergemeinschaften der alten Bundesländer schlägt.

## Geschichte
Ein Teil des Brandenburger Landesverbandes der Partei Bündnis 90 plädierte 1993 in der Diskussion über den beabsichtigten bundesweiten Zusammenschluss mit den Grünen gegen diesen. Darunter waren unter anderem Matthias Platzeck, der Bündnis 90 als Umweltminister in der Landesregierung vertrat, Günter Nooke, Peter Schüler, Manfred Kruczek und Gerd Gebhardt. Diese konnten sich aber nicht durchsetzen und gründeten daraufhin – ebenfalls noch 1993 und in Abgrenzung zur Fusion – das BürgerBündnis – mit Günter Nooke, Matthias Platzeck und Wolfgang Pohl an der Spitze. Das BürgerBündnis agierte fortan als eigenständige Gruppierung in Brandenburg. Nachdem Nooke im Frühjahr 1994 die Glaubwürdigkeit von Aussagen des Ministerpräsidenten Manfred Stolpe im Untersuchungsausschuss zu dessen früheren Kontakten zum Ministerium für Staatssicherheit öffentlich in Frage stellte, kündigte die SPD die Koalition mit dem BürgerBündnis auf. Umweltminister Platzeck trat aus dem BürgerBündnis aus.
Bei der Landtagswahl 1994 trat das BürgerBündnis mit dem Landtagsabgeordneten Günter Nooke als Spitzenkandidat an, scheiterte aber mit 0,97 % der Zweitstimmen an der Sperrklausel und verpasste die Wahlkampfkostenerstattung. Bei den Kommunalwahlen 1993 zog man in zahlreiche Kommunalparlamente, unter anderem in der kreisfreien Stadt Cottbus und dem Landkreis Spree-Neiße, ein. Wichtigstes inhaltliches Thema war die Ablehnung einer Fusion des Landes Brandenburg mit Berlin.
Nach dem Austritt von Matthias Platzeck 1994 verlor das BürgerBündnis 1996 seine letzte prominenteste Führungspersönlichkeit, als Günter Nooke der CDU beitrat. Bei der Landtagswahl 1999 trat das Bürgerbündnis nur noch mit Direktkandidaten an, von denen aber keiner in das Landesparlament einzog. Bei der Kommunalwahl 2003 errang das Bürgerbündnis in der Stadtverordnetenversammlung von Potsdam sowie den Kreistagen der Landkreise Havelland, Oberhavel und Ostprignitz-Ruppin insgesamt 11 Mandate. In Cottbus hatte sich das Bürgerbündnis mit Marcus Derling und im Landkreis Spree-Neiße mit Bernd Siegert (Bürgermeister in Horno) der CDU-Wahlliste angeschlossen.
In einer Landesmitgliederversammlung am 6. Februar 2009 beschloss das BürgerBündnis Freier Wähler eine Namensänderung in Landesverband Freie Wähler Brandenburg. Nach einer Klage der – aus dem Bundesverband der Freien Wähler ausgeschlossenen – Freien Wähler Brandenburg wurde dem Verband die Nutzung dieses Namens gerichtlich untersagt. Am 11. Februar 2009 beantragte das BürgerBündnis die Mitgliedschaft im Bundesverband.
Am 19. Mai 2011 wurde in Potsdam aus dem BürgerBündnis Freier Wähler heraus zusätzlich die Freie Wähler Landesvereinigung Brandenburg als Landespartei der Bundesvereinigung Freie Wähler gegründet. Gründungsvorsitzende war Barbara Wolff.